# Påsktavla

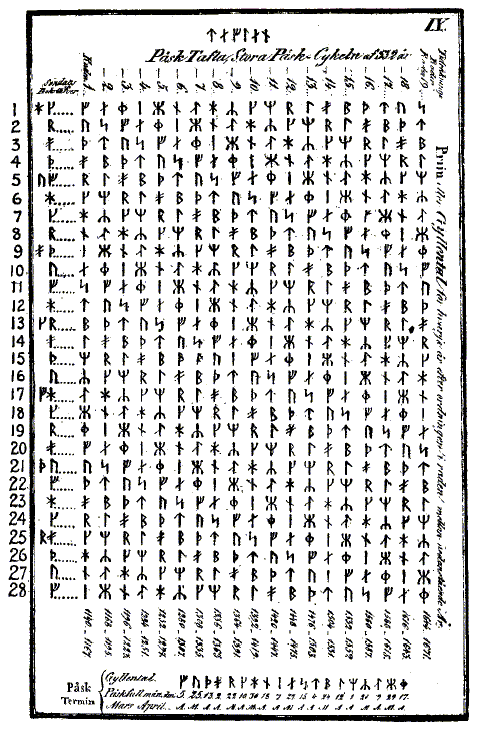
Påsktavla ur Johan Gustaf Liljegrens Runlära, fakismil ur Sverige Runinskrifter av Erik Brate.

En påsktavla eller påsktabell (som var vanligare i fackspråk) är en evighetskalender för att räkna ut när påsken infaller. Den består av en tabell över följden av gyllental och söndagsbokstäver inom påskcykelns 532 år. Den första påsktavlan gjordes av munken Dionysius Exiguus i Rom med början år 532, vilken år 725 fortsattes till 1063 av den ryktbare engelska munken Beda venerabilis (död 735).